# Juatuba
Juatuba là một đô thị thuộc bang Minas Gerais, Brasil. Đô thị này có diện tích 96,789 km², dân số năm 2007 là 19528 người, mật độ 201,8 người/km².